# Nadezjda Udaltsova
Nadezhda Udaltsova, född 1885, död 1961, var en rysk målare.  
Nedslagskratern Udaltsova på planeten Venus är uppkallad efter henne.